# Ziri-Gun Eriksson
Ziri-Gun Eriksson, egentligen Sigrid Gunborg Eriksson, född 6 mars 1914 i Nyskoga socken, Värmland, död 15 maj 1979 i Handen, var en svensk skådespelare.
Eriksson debuterade 1939 i Schamyl Baumans I dag börjar livet och medverkade året efter i filmerna Karl för sin hatt och Ett brott.
Gift 1940 med författaren Sven Rosendahl.

## Filmografi
- 1939 – I dag börjar livet
- 1940 – Karl för sin hatt
- 1940 – Ett brott

## Teater

### Roller
| År   | Roll                     | Produktion                                                                | Regi              | Teater                                  |
| ---- | ------------------------ | ------------------------------------------------------------------------- | ----------------- | --------------------------------------- |
| 1939 | Elaine                   | Mitt i Europa Idiot's Delight Robert E. Sherwood                          | Rune Carlsten     | Dramaten                                |
| 1939 | maskinskriverskan        | Kyskhet Vilhelm Moberg                                                    | Rune Carlsten     | Dramaten                                |
| 1939 | Elisabet Westling        | Dunungen Selma Lagerlöf                                                   | Rune Carlsten     | Dramaten                                |
| 1939 | Annie, kammarjungfru     | Bridgekungen Le Valet Maître Paul Armont och Léopold Marchand             | Rune Carlsten     | Dramaten                                |
| 1940 | drottningen              | Sanningens pärla Zacharias Topelius                                       | Rune Carlsten     | Dramaten                                |
| 1940 | fru de Verdières         | Äventyret La Belle Aventure Gaston Arman de Caillavet och Robert de Flers | Carlo Keil-Möller | Dramaten                                |
| 1940 | Francine, 20 år          | Lyckliga dagar Les Jours Heureux Claude-André Puget                       | Carlo Keil-Möller | Dramaten                                |
| 1940 | Katarina Leczinska       | Carl XII August Strindberg                                                | Alf Sjöberg       | Dramaten                                |
| 1940 | älvadrottningen          | Tomtefar Carlo Keil-Möller                                                | Carlo Keil-Möller | Dramaten                                |
| 1941 | syster Jenny             | Karusell Alexander Brinchmann                                             | Rune Carlsten     | Dramaten                                |
| 1941 | Jennie, en tjänsteflicka | Gudarna le Jupiter Laughs A.J. Cronin                                     | Carlo Keil-Möller | Dramaten                                |
| 1942 | Fru Birgit               | Stycken av ett mönster (Brudstykker af et mønster) Carl Erik Soya         | Per-Axel Branner  | Nya Teatern                             |
| 1942 | Britta Ulfving           | Modern Sven G. Lindquist                                                  | Brita von Horn    | Lilla konserthussalen Dramatikerstudion |